# Chalou-Moulineux
Chalou-Moulineux é uma comuna francesa na região administrativa da Ilha de França, no departamento de Essonne. Estende-se por uma área de 10.47 km². Em 2010 a comuna tinha 426 habitantes (densidade: 40,7 hab./km²).